# Sebastian F. Caballero
Sebastian Facundo Caballero (nacido el 21 de julio de 1979 en Berazategui, Buenos Aires, Argentina) es un futbolista argentino. Juega de portero y su club actual es Mutxamel C.F que compite en la Real Federación Española de Fútbol.

## Carrera
Sebastián Facundo Caballero inició su carrera a los 13 años de edad. En el año 1993 comenzó en el Club Villa Congreso de la ciudad de Viedma, Provincia de Río Negro.
En esa temporada fue figura de la Liga rionegrina de Fútbol con la valla menos vencida obteniendo campeonato en su 5ª división. Permaneció en las siguientes temporadas hasta el año 1995, en esta última fue el guardameta-portero que más tiros desde el punto del penal contuvo, transformándose en el mejor guardameta-portero del año con tan solo 15 años.
En 1996 recibe la propuesta de sumarse al plantel del Club Sportivo Dock Sud de la Provincia de Buenos Aires. Fichó por dos temporadas, incluyendo 1997.
Transcurridos los años en 1998 firma contrato refuerzo con el Club Atlético Banfield en Buenos Aires que peleaba la continuidad de la categoría en el Torneo Nacional de Fútbol Argentino. En 1999 fue titular y el Club Atlético Banfield mantiene la categoría en la AFA.
En el año 2000 y tras un seguimiento profesional, los dirigentes españoles de Hércules C. F. suman a Caballero al plantel como refuerzo y de esta manera es uno de los tres deportistas extranjeros que anexa el club para su temporada siguiente en 2001.
En 2002/2003 ficha por el UD San Pedro en Málaga y renueva su continuidad en 2004.
En 2005 vuelve a la Argentina donde participa en clubes de primera y segunda división.
En 2007/2008 regresa a España y ficha por el Calpe C.F. que armaba el plantel para pelear la liga.
En 2009 ficha por Pego CF.
En 2010/2011 en Pinatar CF.
En 2012/2013/2014 en Mutxamel CF. Actualmente es jugador libre.

## Clubes
| Club           | País      | Año       |
| -------------- | --------- | --------- |
| Villa Congreso | Argentina | 1993-1995 |
| CSDS           | Argentina | 1996-1997 |
| Banfield       | Argentina | 1998-2000 |
| Hércules CF    | España    | 2000-2001 |
| UD San Pedro   | España    | 2002-2003 |
| UD San Pedro   | España    | 2003-2004 |
| Calpe CF       | España    | 2007-2008 |
| Pego CF        | España    | 2009-2010 |
| Pinatar CF     | España    | 2010-2011 |
| Mutxamel CF    | España    | 2012-2013 |
| Mutxamel CF    | España    | 2013-2014 |
| sin equipo     | España    | 2014-2015 |